# Chris Pyne
Chris Pyne (14. února 1939 Bridlington – 12. dubna 1995 Londýn) byl anglický jazzový pozounista. Hudbě se věnoval již od dětství, zprvu však hrál na klavír, k pozounu přešel až později. V letech 1964 až 1965 hrál s kapelou Blues Incorporated, kterou vedl Alexis Korner. Během své kariéry spolupracoval s mnoha dalšími hudebníky, mezi něž patří například John Surman, Ronnie Scott, Stan Tracey, Kenny Wheeler a Humphrey Lyttelton.